# Александър фон Хумболт
Фридрих Хайнрих Александър фон Хумболт (на немски: Friedrich Heinrich Alexander von Humboldt) е германски естественик, пътешественик-изследовател и географ, основоположник на биогеографията на растенията.
През своя дълъг и плодотворен живот, той създава множество научни трудове, отнасящи се практически към всички отрасли на човешкото знание, но главният му научен принос е разкриването на богатите възможности на географията, като съчетание от многочислени научни дисциплини – науки за Земята. Методите му за полеви географски изследвания са образец за всички научни експедиции провеждани от различни изследователи през целия ХІХ век.

## Ранни години
Роден на 14 септември 1769 година в Берлин, Кралство Прусия, в семейство на придворен на саксонския курфюрст. По-малък брат е на пруския министър и лингвист Вилхелм фон Хумболт.
На младини той е ученик на няколко водещи германски ботаници. В Алма матер „Виадрина“ във Франкфурт на Одер изучава различни науки – медицина, математика, технология, физика, търговия и др. През 1789 г. продължава образованието си в Университета в Гьотинген, след това търговия в Университета в Хамбург, а накрая – геология във Фрайбергската минна академия.

## Пътешествия и изследвания

### Европа
Голяма роля за формирането на личността на Хумболт изиграва видният немски естествоизпитател Георг Форстер, участник във второто околосветско плаване на Джеймс Кук. Двамата заедно през 1790 г. извършват полеви изследвания в Белгия, Холандия, Англия и Франция.
От 1792 до 1797 г. е на служба в Прусия като инспектор на рудниците. По време на заеманата длъжност много обикаля из страната, като се занимава с геоложки, химико-физични, биологични, ботанически и минералогически изследвания, изследва находища на полезни изкопаеми, ръководи чугуно-леярското производство. Поддържа приятелски отношения с немските поети Гьоте и Шилер. През 1797 г. подава оставка, отказвайки се от бъдеща бляскава кариера и отново се отправя в нови пътешествия. В следващите 2 години посещава Швейцария, Италия, Албания и други европейски страни.

### Експедиция в Латинска Америка (1799 – 1804)
През 1799 г. започва прочутото му пътуване в Южна Америка, заедно с френския ботаник Еме Бонплан, считано за най-модерното пътуване за времето си и едно от най-значимите по своите научни резултати пътешествия. Въпреки много от трудностите, Хумболт прави важни изследвания в областта на ботаниката, зоологията и климата на региона.
Хумболт изработва карти, прави проекти и чертае профили на местности, открива 6000 растения, от които около 3000 са съвсем нови видове, пътува сред тропическите гори, плава по бурни, пълни с крокодили и пирани реки, мръзне по планински върхове, спуска се в кратери на вулкани, наблюдава земетресения и метеоритни дъждове. Въвежда нов раздел в географията „география на растенията“. С Банплан не извършват никакви географски открития в прекия смисъл на думата, но методите за географско изследване на определена територия прилагани от тях стават образец за следващите научни експедиции през ХІХ век. Хумболт става един от създателите на физическата география като наука и, описвайки посетените страни, дава начина по който трябва да се работи в странознанието. Той теоретически обобщава своите наблюдения и прави забележителни опити за установяването на взаимовръзката между различните географски явления и разпределението им по земната повърхност. Става един от основоположниците на съвременната география на растенията, виден историк на географските открития, климатолог, океанограф и картограф.
Открива бифуркация на реката Касикияре в Гвианска планинска земя, от която се образуват реките Ориноко и Рио Негро (приток на Амазонка). През юни 1799 г. двамата с Бонплан слизат на брега на Венецуела (пристанището Кумана), от там достигат до Каракас, от където продължават право на юг към Ориноко. Те се изкачват по Ориноко до мястото, където от реката се отделя на югозапад ръкавът Касикияре, „неотстъпващ по ширина на Рейн“ и вливащ се в Рио Негро. Хумболт дава първото научно описание на това явление и след няколко години Касикияре започва да се посочва като класически пример за бифуркация на река. Спускат се по реката до вливането ѝ в Рио Негро и от там се връщат обратно в Кумана. Хумболт описва и студеното Перуанско океанско течение покрай тихоокеанските брегове на Южна Америка, от където то получава другото си название – Хумболтово течение.
През ноември 1800 г. двамата пътешественици отплават за Хавана и пътешестват из остров Куба. В края на март 1801 г. те отново се оказват на карибския бряг на Южна Америка, като слизат в пристанището на Картахена, близо до устието на река Магдалена. Изкачват се по реката до пристанището Онда, откъдето се насочват на югоизток към град Богота.
През септември 1801 г. пътешествениците се отправят към Кито (град, известен с това, че е близо до екватора), където пристигат през януари 1802 г. По пътя за там и в провинция Кито изследват вулканите в Екваториалните Анди и през юни 1802 г. се опитват да се изкачат на вулкана Чимборасо (6272 м), като достигат до 5760 м височина – световен рекорд по това време. През юли 1802 г. Хумболт и Бонплан тръгват от Кито към перуанското пристанище Трухильо, а от там в Каляо и през октомври пристигат в Лима. От декември 1802 г. до март 1803 г. двамата преминават по море през Гуаякил до южномексиканското пристанище Акапулко и след 3 седмици са в Мексико Сити. В Мексико пребивават около година, като извършват сравнително кратки, но много плодотворни пътешествия по страната и Хумболт продължава да изучава вулканите.
След като събират богати географски и исторически материали, пътешествениците през Веракрус отново се насочват към Хавана, Куба (март 1804), а от там по море към Филаделфия (САЩ). През август 1804 г. двамата се завръщат в Европа след 5-годишно отсъствие и с богати колекции. След завръщането си Хумболт заживява в Париж, Франция и през следващите 20 години пише за пътуването си книга в 30 тома, озаглавена „Voyage aux regions equinoxiales du Nouveau Continent fait en 1799, 1800, 1801, 1802, 1803 et 1804“ (1807 – 34).

### Пътуване в Русия (1829)
От март до 13 ноември 1829 г. по покана на руското правителство извършва пътешествие по маршрута: Петербург – Среден Урал – Алтай. По време на пътуването си Хумболт изминава 15 000 км. и прави опити с цел проучване химичния състав на водата и изследване на различните видове риби.

## Следващи постижения
След завръщането си от Русия пристъпва към написване на фундаменталното си съчинение, за което 5 години след това написва в сп."Космос":
| „                     | Аз започвам печатането на моята книга – делото на целия ми живот. Аз имам безумното намерение да изобразя целия материален свят ...от звездните мъглявини до мъховете върху гранитните скали ...в една книга, написана на жив, действащ на чувствата език. Тя трябва да изобрази епохите в развитието на човечеството, в познанието им за природата. Отначало исках да я назова „Книга за природата“, но след това избрах „Космос“. Независимо, че в тази дума има афект, затова пък тя едновременно изобразява небето и земята. | “ |
| („Kosmos“, 1845 – 62) | |   |

Макар че Хумболт успява да издаде само четири тома от „Космос“, през 1837 г. е отличен с медал за развитието на естествените науки, а по-късно получава орден от крал Фридрих Вилхелм IV. Списанието е превеждано на няколко езика.
В следващите години Александър фон Хумболт продължава с многостранната си научна дейност. Умира на 6 май 1859 г. в Берлин на 89-годишна възраст.

## Места, наименувани на Александър фон Хумболт

### Университети, колежи и училища

#### Университети
- Хумболтов университет на Берлин е на името на Александър и неговия брат Вилхем, който го основава,[2] а Александър фон Хумболт го прави популярен, благодарение на работата си като географ[3]
- Хумболтов държавен университет в Калифорния

#### Училища
- Гимназия Александър фон Хумболт, Германия

### Географски места
На името на Александър фон Хумболт са кръстени множество видове животни, родове и видове растения, университети, училища, кораби, фондации, институти, улици и други в различни градове по света.
Неговото име носят и стотици географски обекти на Земята по-важни от които са:
- блато Хумболт Синк (39°58′ с. ш. 118°36′ з. д. / 39.966667° с. ш. 118.6° з. д.), в щата Невада, САЩ;
- водопад Хумболт (44°42′ ю. ш. 168°08′ и. д. / 44.7° ю. ш. 168.133333° и. д.), на Южния остров на Нова Зеландия;
- връх Хумболт (8°33′ с. ш. 70°59′ з. д. / 8.55° с. ш. 70.983333° з. д.), в планината Сиера Невада де Мерида, Венецуела;
- връх Хумболт, в Китай;
- връх Хумболт (40°54′ с. ш. 115°07′ з. д. / 40.9° с. ш. 115.116667° з. д., 3360 м), в щата Невада, САЩ;
- връх Хумболт, на остров Нова Гвинея;
- връх Хумболт, в Нова Зеландия;
- връх Хумболт (21°53′ ю. ш. 166°26′ и. д. / 21.883333° ю. ш. 166.433333° и. д., 1634 м), на остров Нова Каледония;
- връх Хумболт (60°23′ с. ш. 59°12′ и. д. / 60.383333° с. ш. 59.2° и. д.), в Северен Урал, Русия;
- връх Хумболт (42°33′ ю. ш. 145°59′ и. д. / 42.55° ю. ш. 145.983333° и. д., 1045 м), на остров Тасмания;
- връх Хумболт (37°59′ с. ш. 105°33′ з. д. / 37.983333° с. ш. 105.55° з. д., 4287 м), в щата Колорадо, САЩ;
- град Дюи-Хумболт (34°32′ с. ш. 112°15′ з. д. / 34.533333° с. ш. 112.25° з. д.), в щата Аризона, САЩ;
- град Хумболт (42°43′ с. ш. 94°13′ з. д. / 42.716667° с. ш. 94.216667° з. д.), в щата Айова, САЩ;
- град Хумболт (39°36′ с. ш. 88°19′ з. д. / 39.6° с. ш. 88.316667° з. д.), в щата Илинойс, САЩ;
- град Хумболт (37°49′ с. ш. 95°26′ з. д. / 37.816667° с. ш. 95.433333° з. д.), в щата Канзас, САЩ;
- град Хумболт (48°55′ с. ш. 97°06′ з. д. / 48.916667° с. ш. 97.1° з. д.), в щата Минесота, САЩ;
- град Хумболт (40°10′ с. ш. 95°57′ з. д. / 40.166667° с. ш. 95.95° з. д.), в щата Небраска, САЩ;
- град Хумболт (52°12′ с. ш. 105°07′ з. д. / 52.2° с. ш. 105.116667° з. д.), в провинция Саскачеван, Канада;
- град Хумболт (35°49′ с. ш. 88°55′ з. д. / 35.816667° с. ш. 88.916667° з. д.), в щата Тенеси, САЩ;
- град Хумболт (44°30′ с. ш. 87°50′ з. д. / 44.5° с. ш. 87.833333° з. д.), в щата Уисконсин, САЩ;
- град Хумболт (43°39′ с. ш. 97°04′ з. д. / 43.65° с. ш. 97.066667° з. д.), в щата Южна Дакота, САЩ;
- град Хумболт Хил (40°44′ с. ш. 124°12′ з. д. / 40.733333° с. ш. 124.2° з. д.), в щата Калифорния, САЩ;
- езеро Хумболт (40°00′ с. ш. 118°37′ з. д. / 40° с. ш. 118.616667° з. д.), в щата Невада, САЩ;
- езеро Хумболт (52°09′ с. ш. 105°06′ з. д. / 52.15° с. ш. 105.1° з. д.), в провинция Саскачеван, Канада;
- залив Хумболт (40°45′ с. ш. 124°13′ з. д. / 40.75° с. ш. 124.216667° з. д.), на Тихия океан, на северното крайбрежие на щата Калифорния, САЩ;
- залив Хумболт (Джаяпура, 2°35′ ю. ш. 140°45′ и. д. / 2.583333° ю. ш. 140.75° и. д.), на Тихия океан, на северното крайбрежие на остров Нова Гвинея;
- ледник Хумболт (71°45′ ю. ш. 11°55′ и. д. / 71.75° ю. ш. 11.916667° и. д.), в Антарктида, Земя Кралица Мод;
- ледник Хумболт (79°30′ с. ш. 63°00′ з. д. / 79.5° с. ш. 63° з. д.), в северозападната част на Гренландия;
- море Хумболт, на Луната;
- морско течение Хумболт (Перуанско течение), в Тихия океан, покрай западните брегове на Южна Америка;
- национален парк Александър Хумболт (20°27′ с. ш. 75°00′ з. д. / 20.45° с. ш. 75° з. д.), в Източна Куба;
- национален парк Александър фон Хумболт, в Перу;
- окръг Хумболт, в щата Айова, САЩ;
- окръг Хумболт, в щата Калифорния, САЩ;
- окръг Хумболт, в щата Невада, САЩ;
- планина Хумболт (71°45′ ю. ш. 11°30′ и. д. / 71.75° ю. ш. 11.5° и. д.), в Антарктида, Земя Кралица Мод;
- планина Хумболт, в Нова Зеландия;
- проток Хумболт (69°27′ с. ш. 96°30′ з. д. / 69.45° с. ш. 96.5° з. д.), в Канадския арктичен архипелаг, територия Нунавут;
- река Хумболт (устие, 39°59′ с. ш. 118°36′ з. д. / 39.983333° с. ш. 118.6° з. д.), в щата Невада, САЩ, вливаща се в езерото Хумболт;
- природен резерват Хумболт (40°57′ с. ш. 115°07′ з. д. / 40.95° с. ш. 115.116667° з. д.), в щата Невада, САЩ;
- хребет Западен Хумболтов хребет (40°03′ с. ш. 118°22′ з. д. / 40.05° с. ш. 118.366667° з. д.), в щата Невада, САЩ;
- хребет Източен Хумболтов хребет (40°55′ с. ш. 115°07′ з. д. / 40.916667° с. ш. 115.116667° з. д.), в щата Невада, САЩ;
- хребет Хумболт (Улан Дабан), в планината Наншан, Китай;
- хребет Хумболт (42°44′ ю. ш. 146°37′ и. д. / 42.733333° ю. ш. 146.616667° и. д.), на остров Тасмания;
- улица в квартал „Гео Милев“ в София (Карта)